# لورا فاسيليو
لورا فاسيليو (بالرومانية: Laura Vasiliu)‏ هي ممثلة رومانية، ولدت في 25 يناير 1976 في رومانيا.

## أعمال

### أفلام
- (2007) 4 أشهر، 3 أسابيع ويومان

## وصلات خارجية
- لورا فاسيليو على موقع IMDb (الإنجليزية)
- لورا فاسيليو على موقع قاعدة بيانات الأفلام العربية
- لورا فاسيليو على موقع ألو سيني (الفرنسية)
- لورا فاسيليو على موقع أول موفي (الإنجليزية)
- لورا فاسيليو على موقع قاعدة بيانات الأفلام السويدية (السويدية)
- لورا فاسيليو على موقع قاعدة بيانات الفيلم (الإنجليزية)
- لورا فاسيليو على موقع كينوبويسك (الروسية)